# 에리오스 라이징 히어로즈
에리오스 라이징 히어로즈(일본어: エリオスライジングヒーローズ, HELIOS RISING HEROES)는 일본의 소셜 게임 등을 서비스하고 있는 회사 해피 엘리먼츠(Happy Elements)에 발매한 게임이다.